# Manuel M. Cáceres
Manuel M. Cáceres fue un hacendado y político peruano. Fue propietario de la finca Huayruto en la provincia de Anta
Fue elegido diputado por la provincia de Anta en el congreso reunido en Arequipa en 1883 por el presidente Lizardo Montero luego de la derrota peruana en la guerra con Chile.